# Jacq Vogelaar
Jacq Firmin Vogelaar, pseudoniem van Franciscus Wilhelmus Maria (Frans) Broers (Tilburg, 3 september 1944 – Utrecht, 9 december 2013) was een Nederlandse dichter, schrijver, literatuurcriticus en vertaler.

## Levensloop
Hij studeerde vanaf 1962 Nederlands en filosofie aan de Radboud Universiteit Nijmegen en vestigde zich in 1965 in Amsterdam waar hij zijn studie voortzette. Vogelaar was in de periode van 1971 tot 1975 werkzaam als docent op achtereenvolgens de afdeling bouwkunde van de Technische Hogeschool Delft, het Instituut voor Neerlandistiek van de Universiteit van Amsterdam en de kunstacademie te Arnhem. Als recensent was hij verbonden aan Het Parool en De Volkskrant. Vogelaar was bovendien intensief betrokken bij het politiek-cultureel tijdschrift Te Elfder Ure. Hij was ruim veertig jaar redacteur van Raster en literatuurcriticus bij De Groene Amsterdammer.

## Literaire carrière
Hij debuteerde als dichter in 1965. Sindsdien schreef hij romans, verhalen, essays en een kinderboek. Veel aandacht trok Alle vlees (1980), een historische roman in fragmenten waarin het probleem van de uitbuiting van het menselijk lichaam vanuit allerlei gezichtspunten wordt behandeld.
In 1986 schreef hij het kinderboek Het geheim van de bolhoeden. Terugschrijven (1987) is een essaybundel over onder andere Gustave Flaubert, James Joyce, Franz Kafka en Virginia Woolf.
Behalve schrijver en criticus was Jacq Vogelaar een veelzijdig vertaler uit het Frans, Duits en Engels. In de jaren 70 was hij nauw betrokken bij diverse vertaalprojecten van Uitgeverij SUN, o.a. van kritisch werk van Benjamin en Adorno. Voor het tijdschrift Raster vertaalde hij over een periode van veertig jaar een ontelbare hoeveelheid teksten uit de wereldliteratuur. Na het jaar 2000 legde hij zich als vertaler toe op het oeuvre van de Duitse romancier Daniel Kehlmann.
Sinds 2014 werken Tommy van Avermaete en Fyke Goorden aan de biografie van Jacq Vogelaar. 

## Prijzen
In 1970 kreeg hij de Lucy B. en C.W. van der Hoogtprijs voor zijn verhalenbundel Het heeft geen naam en in 1992 de F. Bordewijk-prijs voor zijn roman De dood als meisje van acht. In 1995 ontving hij de Frans Erensprijs en vier jaar later de Pierre Bayle-prijs. In 2006 werd hij laureaat van de Constantijn Huygensprijs, toegekend voor zijn gehele oeuvre.

### Oorspronkelijk werk
- Parterre, en van glas (1965), poëzie
- De komende en gaande man (1965), verhalen
- Anatomie van een glasachtig lichaam (1966), roman
- Vijand gevraagd, 'n boerenroman (1967), roman
- Gedaantewisseling of ’n metaforiese muizenval (1968), roman
- Het heeft geen naam (1968), verhalen
- Kaleidiafragmenten (1970), roman
- Kunst als kritiek. Voorbeelden van een materialistiese kunstopvatting (1972, samen met anderen), essays
- Konfrontaties (1974), essays
- Ik in Kapitaal, in: Het mes in het beeld (1976), essay
- Raadsels van het rund (1978), roman
- Alle vlees (1980), roman
- Oriëntaties. Kritieken en kommentaren 2 (1983), essays
- Nora, Een Val (1984), onder pseudoniem Koba Swart
- Het geheim van de bolhoeden (1986), jeugdboek
- Terugschrijven (1987), essays
- Verdwijningen: oefeningen (1988), verhalen
- Speelruimte (1991), essays
- De dood als meisje van acht (1991), roman
- Striptease van een ui (1993), essays
- Weg van de pijn (1994), roman
- Zinspelen in het vragenvuur[3], (1995), essay
- Uit het oog: beeldverhalen (1997)
- Klaaglied om Ka (1997), poëzie
- Inktvraat (1998), poëzie
- Meer speelruimte (1998), essays
- Taats onder mannen (2001), verhalen
- Over kampliteratuur (2006), essays
- Je zit niet alleen in je vel (2010), essays

### Vertalingen
- Claude Lévi-Strauss, Het wilde denken, 1968 (Fr. La pensée sauvage, 1962, vert. met H. ten Brummelhuis)
- Herbert Marcuse, Geweld en vrijheid: politieke opstellen, 1970 (Du. vert. met H. Boukema et al.)
- Hanns Eisler, Muziek en politiek, 1972 (Du., samenst. Konrad Boehmer)
- Bertolt Brecht, Teatereksperiment en politiek, 1972 (Du. vert. met Wim Notenboom).
- György Lukács, Thomas Mann, 1975 (Du. Werke)
- Bertolt Brecht, Driestuiversproces: een sociologies experiment, 1975 (Du. Versuche, vert. met Gerrard Verhage)
- Heinar Kippardt, März: de carrière van een schizofrene dichter, 1978 (Du. März: Roman, 1976)
- Karl Marx, De brieven van Karl Marx, keuze en inl. Saul K. Padover, 1981 (En., vert. met Hans W. Bakx)
- Michel Foucault, De verbeelding van de bibliotheek: essays over literatuur, 1986 (Fr. vert. met Y. van Kempen)
- Roger Caillois, Stenen, 1995 (Fr. Pierres, 1966, vert. met Arnan Oberski)
- Carl Einstein, Bebuquin, of De dilettanten van het wonder, 1998 (Du. Bebuquin oder Die Dilettanten des Wunders, 1907-1918).
- Daniel Kehlmann, Ik en Kaminski, 2004 (Du. Ich und Kaminski, 2003)
- Gustav Herling, Een wereld apart: vroege verhalen uit sovjetkampen, 2005 (Po. Inny świat: zapiski sowieckie, 1953)
- Daniel Kehlmann, Het meten van de wereld, 2006 (Du. Die Vermessung der Welt, 2005)
- Marcel Schwob, Verbeelde levens, 2007 (Fr. Vies imaginaires, 1896, vert. met Liesbeth van Nes)
- Dieter Schlesak, De apotheker van Auschwitz, 2010 (Du. Capesius, der Auschwitzapotheker, 2006)
- Daniel Kehlmann, Roem, 2011 (Du. Ruhm, 2009)